# Rally Dakar 2010

Mappa della Dakar 2010

Il Rally Dakar 2010 è stata la 31ª edizione del Rally Dakar (partenza e arrivo a Buenos Aires).

## Tappe
Nelle 16 giornate del rally raid furono disputate 14 tappe ed una serie di trasferimenti (9.030 km), con 14 prove speciali per un totale di 4.810 km.

## Classifiche

### Moto
| Pos. | N°  | Pilota                   | Mezzo                 | Tempo       | Distacco     |
| ---- | --- | ------------------------ | --------------------- | ----------- | ------------ |
| 1    | 002 | Cyril Despres            | KTM 690 Rally Replica | 51h 10' 37" |              |
| 2    | 004 | Pål Anders Ullevålseter  | KTM 690               | 52h 13' 29" | + 1h 02' 52" |
| 3    | 009 | Francisco López Contardo | Aprilia RXV 450       | 52h 20' 25" | + 1h 09' 48" |
| 4    | 005 | Hélder Rodrigues         | Yamaha WR 450 F       | 52h 30' 10" | + 1h 19' 33" |
| 5    | 012 | David Frétigné           | Yamaha WR 450 F       | 53h 06' 33" | + 1h 55' 56" |
| 6    | 014 | Alain Duclos             | KTM 690               | 53h 09' 12" | + 1h 58' 35" |
| 7    | 024 | Jonah Street             | KTM 690               | 54h 00' 20" | + 2h 49' 43" |
| 8    | 011 | Jakub Przygoński         | KTM 660 Rally         | 54h 26' 36" | + 3h 15' 59" |
| 9    | 016 | Olivier Pain             | Yamaha WR 450 F       | 54h 38' 57" | + 3h 28' 20" |
| 10   | 034 | Juan Pedrero García      | KTM 690               | 54h 44' 25" | + 3h 33' 48" |

### Auto
| Pos. | N°  | Pilota               | Navigatore         | Mezzo                     | Tempo       | Distacco     |
| ---- | --- | -------------------- | ------------------ | ------------------------- | ----------- | ------------ |
| 1    | 303 | Carlos Sainz         | Lucas Cruz         | Volkswagen Race Touareg 2 | 47h 10' 00" |              |
| 2    | 306 | Nasser Al-Attiyah    | Timo Gottschalk    | Volkswagen Race Touareg 2 | 47h 12' 12" | + 02' 12"    |
| 3    | 305 | Mark Miller          | Ralph Pitchford    | Volkswagen Race Touareg 2 | 47h 42' 51" | + 32' 51"    |
| 4    | 301 | Stéphane Peterhansel | Jean-Paul Cottret  | BMW X3 CC                 | 49h 27' 21" | + 2h 17' 21" |
| 5    | 307 | Guerlain Chicherit   | Tina Thörner       | BMW X3 CC                 | 51h 12' 49" | + 4h 02' 49" |
| 6    | 314 | Carlos Sousa         | Matthieu Baumel    | Mitsubishi Racing Lancer  | 51h 41' 45" | + 4h 31' 45" |
| 7    | 300 | Giniel de Villiers   | Dirk von Zitzewitz | Volkswagen Race Touareg 2 | 52h 20' 19" | + 5h 10' 19" |
| 8    | 302 | Robby Gordon         | Andy Grider        | Hummer H3                 | 53h 12' 24" | + 6h 02' 24" |
| 9    | 311 | Orlando Terranova    | Pascal Maimon      | Mitsubishi Racing Lancer  | 53h 14' 47" | + 6h 04' 47" |
| 10   | 322 | Guilherme Spinelli   | Filipe Palmeiro    | Mitsubishi Racing Lancer  | 53h 23' 41" | + 6h 13' 41" |

### Camion
| Pos. | N°  | Pilota             | Navigatore            | Meccanico             | Mezzo                 | Tempo       | Distacco      |
| ---- | --- | ------------------ | --------------------- | --------------------- | --------------------- | ----------- | ------------- |
| 1    | 501 | Vladimir Čagin     | Siergiej Sawostin     | Eduard Nikołajew      | Kamaz 4326            | 55h 04' 47" |               |
| 2    | 500 | Firdaus Kabirov    | Ajdar Bielajew        | Andriej Mokiejew      | Kamaz 4326            | 56h 17' 55" | + 1h 13' 08"  |
| 3    | 508 | Marcel van Vliet   | Herman Vaanholt       | Gerard van Veenendaal | GINAF x2222           | 65h 48' 07" | + 10h 43' 20" |
| 4    | 506 | Martin Macík       | Josef Kalina          | Jan Bervic            | LIAZ 111.154          | 67h 26' 08" | + 12h 21' 21" |
| 5    | 505 | Ilgizar Mardiejew  | Wiaczesław Miziukajew | Andriej Karginow      | Kamaz 4326            | 70h 04' 16" | + 14h 59' 29" |
| 6    | 503 | Wulfert van Ginkel | Richard de Rooij      | Willem Tijsterman     | GINAF x2222           | 70h 34' 03" | + 15h 29' 16" |
| 7    | 514 | Teruhito Sugawara  | Seiichi Suzuki        |                       | Hino Ranger           | 72h 34' 24" | + 17h 29' 37" |
| 8    | 523 | David Oliveras     | Jesus Camara Ordonez  | Daniel Camara         | Mercedes-Benz 1844 AK | 78h 43' 53" | + 23h 39' 06" |
| 9    | 511 | Jordi Juvanteny    | Jose Luis Criado      | Fina Roman            | MAN TGA 26.480 6x6    | 79h 20' 14" | + 24h 15' 27" |
| 10   | 518 | Claudio Bellina    | Paolo Arici           | Giulio Minelli        | GINAF x2223           | 81h 51' 59" | + 26h 47' 12" |

Vincitori delle prove speciali
| #  | Moto                     | Quad                           | Auto                 | Camion          |
| -- | ------------------------ | ------------------------------ | -------------------- | --------------- |
| 1  | David Casteu             | Marcos Patronelli              | Nani Roma            | Vladimir Čagin  |
| 2  | David Frétigné           | Hubert Deltrieu                | Nasser Al-Attiyah    | Vladimir Čagin  |
| 3  | Cyril Despres            | Sebastian Halpern              | Stéphane Peterhansel | Vladimir Čagin  |
| 4  | Marc Coma                | Alejandro Patronelli           | Robby Gordon         | Vladimir Čagin  |
| 5  | Francisco López Contardo | Marcos Patronelli              | Mark Miller          | Firdaus Kabirov |
| 6  | Marc Coma                | Marcos Patronelli              | Stéphane Peterhansel | Vladimir Čagin  |
| 7  | Cyril Despres            | Alejandro Patronelli           | Nasser Al-Attiyah    | Vladimir Čagin  |
| 8  | Francisco Lopez Contardo | Marcos Patronelli              | Stéphane Peterhansel | Vladimir Čagin  |
| 9  | Cyril Despres            | Christophe Declerck            | Nasser Al-Attiyah    | Firdaus Kabirow |
| 10 | Marc Coma                | Juan Manuel Gonzalez Corominas | Carlos Sainz         | Vladimir Čagin  |
| 11 | Marc Coma                | Sebastian Halpern              | Guerlain Chicherit   | Firdaus Kabirow |
| 12 | Francisco Lopez Contardo | Christophe Declerck            | Carlos Sainz         | Vladimir Čagin  |
| 13 | Pål Anders Ullevålseter  | Christophe Declerck            | Stéphane Peterhansel | Firdaus Kabirow |
| 14 | Ruben Faria              | Rafal Sonik                    | Nasser Al-Attiyah    | Ilgizar Mardeew |